# Ditopellopsis clethrae
Ditopellopsis clethrae är en svampart som beskrevs av J. Reid & C. Booth 1967. Ditopellopsis clethrae ingår i släktet Ditopellopsis, ordningen Diaporthales, klassen Sordariomycetes, divisionen sporsäcksvampar och riket svampar.   Inga underarter finns listade i Catalogue of Life.